# Eteobalea intermediella
Eteobalea intermediella — вид лускокрилих комах родини розкішних вузькокрилих молей (Cosmopterigidae).

## Поширення
Вид поширений в Центральній та Південній Європі, Північній Африці, Західній та Середній Азії. Присутній у фауні України. Завезений до США та Канади.

## Опис
Розмах крил 16-18 мм.

## Спосіб життя
Імаго літають з квітня по листопад. Буває два покоління за рік. Личинки живляться корінням Linaria vulgaris, Linaria genistifolia, Linaria pontica, Linaria dalmatica and Anarrhinum bellidifolium. Самиці відкладають яйця групами на нижній частині стебла. Новонароджені гусениці мінують головний корінь. Вони часто живуть соціально і їдять як кореневу кору, так і серцевину. Кількість гусениць залежить від діаметра кореня. Гусениці останньої стадії живляться на нижніх ділянках стебел, там же і заляльковуються.